# Anilios fossor
Espèce
Anilios fossor est une espèce de serpents de la famille des Typhlopidae. 

## Répartition
Cette espèce est endémique du Territoire du Nord en Australie.

## Publication originale
- Shea, 2015 : A new species of Anilios (Scolecophidia: Typhlopidae) from Central Australia. Zootaxa, no 4033 (1), p. 103–116.